# Mary to Majo no Hana
Meari to Majo no Hana (メアリと魔女の花 lit. Mary y la flor de una bruja?), conocida como Mary y la flor de la bruja en España y como Mary y la flor de la hechicera en Hispanoamérica, es una película de animación japonesa de fantasía de 2017, dirigida por Hiromasa Yonebayashi, conocido por sus trabajos en el Studio Ghibli, Karigurashi no Arriety y El recuerdo de Marnie. La película se basa en la novela infantil La pequeña escoba de palo de Mary Stewart. Se trata de la primera película producida por Studio Ponoc.

## Sinopsis
Mary es una niña pelirroja que vive en el campo, con la única compañía de su tía abuela Charlotte. Un día sigue a unos gatos que la guían hasta un bosque, donde encuentra una escoba vieja y una flor que sólo florece cada siete años. Estos dos objetos la llevarán a una apasionante aventura.

## Doblaje
| Personaje            | Seiyū            | Actores de voz         |
| -------------------- | ---------------- | ---------------------- |
| Mary Smith           | Hana Sugisaki    | Ruby Barnhill          |
| Madam Mumblechook    | Yūki Amami       | Kate Winslet           |
| Doctor Dee           | Fumiyo Kohinata  | Jim Broadbent          |
| Flanagan             | Jiro Sato        | Ewen Bremner           |
| Tía abuela Charlotte | Shinobu Otake    | Lynda Baron            |
| Peter                | Ryūnosuke Kamiki | Louis Ashbourne Serkis |
| Señorita Banks       | Eriko Watanabe   | Morwenna Banks         |
| Zebedee              | Kenichi Endō     | Rasmus Hardiker        |
| Hada de la luz       | Saori Hayami     | Rebecca Louise Kidd    |

## Banda sonora
El compositor de la banda sonora de la película es Muramatsu Takatsugu, quien ya había trabajado con Yonebayashi en su anterior película, El recuerdo de Marnie. Contó con la participación de Joshua Messick, uno de los principales intérpretes a nivel internacional de dulcémele.

## Lanzamiento en cines
Mary y la flor de la bruja fue lanzada en un total de 458 cines en Japón el 8 de julio de 2017 por el distribuidor Toho. Altitude Film Sales anunció en el Festival Internacional de Cine de Berlín que había adquirido los derechos para todo el mundo de la película y que lanzaría la cinta en Reino Unido. Luego, Madman Entertainment confirmó que había obtenido los derechos de la película para Australia y Nueva Zelanda, y que se estrenaría la película en cines en el Madman Anime Festival en Melbourne el 5 de noviembre de 2017, con un lanzamiento en un mayor número de salas el 18 de enero de 2018. GKIDS posteriormente comunicó que distribuiría la película en Estados Unidos, con una proyección la semana del 1 de diciembre de 2017 para participar en los Premios Óscar, el preestreno el 18 de enero de 2018 y el estreno oficial el 19 de enero de ese mismo año. Altitude (el distribuidor en Reino Unido) confirmó a comienzos de marzo de 2018 que la película tendría una proyección especial en algunos cines de Vue Cinemas el 10 de abril de 2018, antes de su fecha de estreno oficial en Reino Unido el 4 de mayo de 2018. En España los derechos fueron adquiridos por Selecta Visión y la cinta fue estrenada el 7 de septiembre de 2018. En Latinoamérica, la película fue licenciada por Diamond Films y estrenada por Cinemex en México y por Cinemark en el resto de Latinoamérica, incluyendo Brasil.
Le película fue lanzada en formato DVD, Blu-ray, Digital HD y 4K Ultra HD por Walt Disney Japan el 20 de marzo de 2018. La película fue lanzada en DVD y Blu-ray en Norteamérica por Universal Pictures Home Entertainment, el principal distribuidor audiovisual de GKIDS, el 1 de mayo de 2018. Madman Entertainment lanzó la película en DVD y Blu-ray en Australia y Nueva Zelanda el 4 de julio de 2018. Altitude Film Distribution lanzó la película en DVD, Blu-ray y Blu-ray Steelbook en el Reino Unido el 10 de septiembre de 2018.

## Recepción

### Recaudación en taquilla
La película recaudó 2.4 millones de dólares en Estados Unidos y Canadá, y 38.6 millones de dólares en otros países (incluyendo 27.6 millones en Japón, 3.8 millones en Corea del Sur, 2.9 millones en China y 2.6 millones en Francia), para un total a nivel mundial de 41 millones de dólares.
En Japón, la película abrió en segundo lugar, recaudando 428 millones de yenes (3.9 millones de dólares) durante su primer fin de semana; un aumento en comparación con la película anterior de Yonebayashi, El recuerdo de Marnie (2014), que recaudó 378.86 millones de yenes en su primer fin de semana.
En Estados Unidos, en su preestreno el jueves 18 de enero de 2018 recaudó 1.2 millones de dólares en 573 salas. Luego continuó en 161 salas durante el fin de semana y recaudó 329.097 dólares, con lo que su recaudación bruta esos cuatro días fue de 1.5 millones de dólares.

### Crítica
En el sitio web especializado Rotten Tomatoes la película tiene una aprobación del 87%, basándose en 75 críticas, y una calificación media de 6.9 sobre 10. En el sitio web Metacritic la cinta posee una calificación de 75 sobre 100, con base en 23 reseñas.